# Завода
Завода (пол. Zawoda) — село в Польщі, у гміні Скербешів Замойського повіту Люблінського воєводства.
Населення — 222 особи (2011).
У 1975-1998 роках село належало до Замойського воєводства.

## Демографія
Демографічна структура станом на 31 березня 2011 року:
|          | Загалом | Допрацездатний вік | Працездатний вік | Постпрацездатний вік |
| -------- | ------- | ------------------ | ---------------- | -------------------- |
| Чоловіки | 101     | 16                 | 63               | 22                   |
| Жінки    | 121     | 19                 | 71               | 31                   |
| Разом    | 222     | 35                 | 134              | 53                   |